# Vincent Dumestre
Vincent Dumestre (* 5. května 1968 Saint-Germain-en-Laye) je francouzský kytarista, loutnista zakladatel a dirigent hudebního souboru Le Poème Harmonique, specializujícího se na interpretaci staré hudby, zejména 17. a začátku 18. století.

## Život
Narodil se v Saint-Germain-en-Laye západně od Paříže, je příbuzným francouzského romanopisce a libretisty Gastona Dumestra (1875–1949). Vystudoval klasickou kytaru na École normale de musique de Paris a historii umění na École du Louvre. Poté se věnoval hře na loutnu, theorbu a barokní kytaru, například pod vedením Hopkinsona Smitha či Eugèna Ferrého. Dule se vzdělával na konzervatoři v Toulouse a na hudební a taneční konzervatoři École de Musique et de Danse de Boulogne-Billancourt.
Po úspěšném zakončení studií spolupracoval se soubory specializujícími se na historicky poučenou interpretaci, jako například s „Ricercar Consort“, „La Simphonie du Marais“, „Le Concert des nations“, „La Grande Écurie et la Chambre du Roy“ či „Akadémia“. Pravidelně také spolupracuje s „Centre de musique baroque de Versailles“.
V roce 1998 založil soubor Le Poème Harmonique, který také diriguje. Tento soubor se zprvu věnoval zejména interpretaci hudby italského baroka, později však přešel spíše k historicky poučené interpretaci hudby francouzských mistrů 17. století.
Do současné doby pořídil četné nahrávky, hlavně pod značkou společnosti Alpha a za svoji dosavadní činnost získal řadu ocenění a vyznamenání. Jím vedený soubor byl v Benátkách jmenován „nejlepším souborem roku 2002“. Sám v roce 2004 obdržel francouzský ministerský Řád umění a literatury.

## Dílo

### Divadlo
- 2005 Lullyho balet Měšťák šlechticem v Opéra royal du château de Versailles, režie: Benjamin Lazar
- 2008 Lullyho opera Cadmus et Hermione, režie: Benjamin Lazar
- 2012 Egisto v pařížské Opéra-Comique, hudba Francesco Cavalli

### Film
- 2004 Le Pont des Arts (Most umění), režie: Eugène Green, hudba: Vincent Dumestre a Le Poème Harmonique
- 2005 Les Enfants de Molière et de Lully (Děti Moliéra a Lullyho), dokumentární film o vzniku představení Měšťák šlechticem souboru Le Poème Harmonique, režie Martin Fraudreau.[2]

### Discografie (výběr)
- 2001 Lamentations, Emilio de' Cavalieri
- 2002 Tenebrae, Delalande
- 2003 Nova Metamorfosi, italští anonymní skladatelé
- 2004 Je meurs sans mourir, Antoine Boësset
- 2005 Měšťák šlechticem, Molière a Jean-Baptiste Lully, (DVD)
- 2005 Si tu veux apprendre les pas à danser, Pierre Guédron, Antoine Boësset, Étienne Moulinié
- 2007 Stabat Mater, Giovanni Battista Pergolesi
- 2008 Firenze 1616, Claudio Saracini, Giulio Caccini, Cristofano Malvezzi
- 2009 Cadmus et Hermione, Jean Baptiste Lully, (DVD)
- 2010 Combattimenti, Claudio Monteverdi, Marco Marazzoli
- 2011 El Fénix de París, Luis Briceño
- 2012 Ostinato
- Francesca Caccini: La liberazione di Ruggiero

## Ocenění
- 1999 Mladý talent roku, Diapason
- 2002 Antonio Vivaldi International Record Award
- 2004 Chevalier des Arts et des Lettres (Řád umění a literatury) francouzského ministerstva kultury
- 2005 Grand Prix du Disque et du DVD de l'Académie Charles-Cros v kategorii barokní hudby, za nahrávku opery Le Bourgois gentilhomme (Měšťák šlechticem)[3].